# Wadi as-Sir
Wadi as-Sir (arabisch وادى السير, DMG Wādī as-Sīr) ist eine Stadt in der Nähe des Flusses Jordan südwestlich von Amman in Jordanien. In der Stadt leben etwa 415.860 Einwohner. Die Stadt liegt auf 928 Metern Seehöhe.
Etwa 10 km von der Stadt entfernt liegen die Ruinen des Qasr el-Abd (Festung des Sklaven) und die Iraq el-Amir (Prinzenhöhlen).

## Persönlichkeiten
- Yazan al-Naimat (* 1999), Fußballspieler